# Kitěž

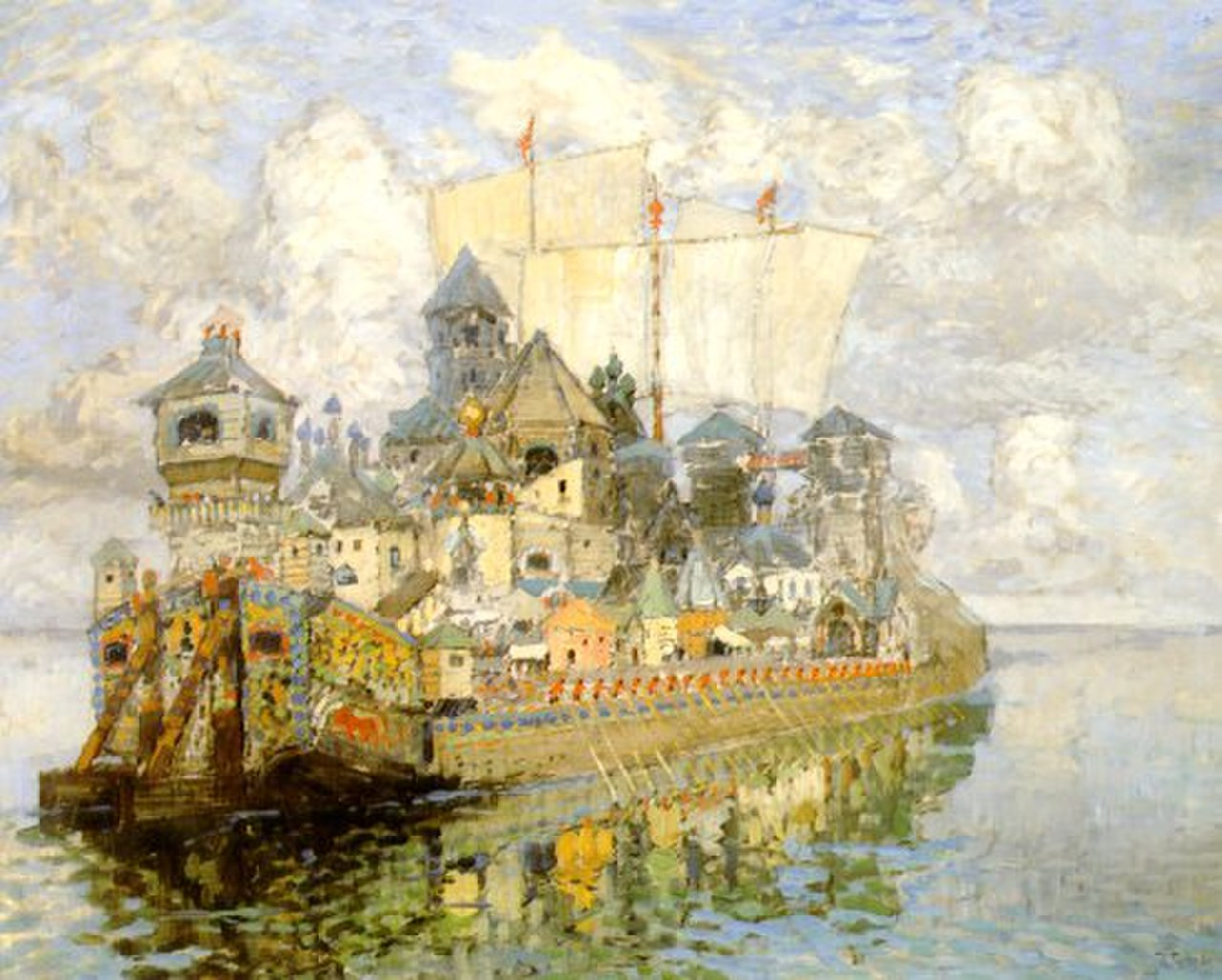
Kitěž na obraze Konstantina Gorbatova

Kitěž (Китеж) je ztracené město z ruských legend, zvané Ruská Atlantida. Údajně se nacházelo na místě dnešního jezera Světlojar (Nižněnovgorodská oblast).
Podle pověsti, zachované starověrci v rukopise Китежский летописец, založil vladimirský velkokníže Jurij II. Vsevolodovič dvě města: Malý Kitěž na Volze (snad dnešní Goroděc) a severovýchodně od něj bělokamenný Velký Kitěž. V roce 1237, když Mongolové vedení Bátúem plenili Rusko, uprchli obyvatelé Malého Kitěže do Velkého Kitěže. Když pronásledovatelé dorazili po tajné stezce k jezeru Světlojar, viděli, že obyvatelé města se místo příprav na obranu modlí. Vtom začala hladina jezera stoupat a celé město zmizelo pod vodou.
Pověst zpracovali Pavel Melnikov v románu V lesích, Nikolaj Andrejevič Rimskij-Korsakov v opeře Vyprávění o neviditelném městě Kitěži a panně Fevroniji a Werner Herzog v dokumentárním filmu o ruské spiritualitě Bells from the Deep.